# Джим Елдер
Джим Елдер (англ. Jim Elder, 27 липня 1934) — канадський вершник.
Олімпійський чемпіон 1968 року в командному конкурі, бронзовий призер 1956 року в командному триборстві, учасник 1960, 1972, 1976, 1984 років.
Переможець Панамериканських ігор 1959 (командне триборство), 1971 (командний конкур) років, срібний призер 1983 (індивідуальний конкур), 1983 (командний конкур) років, бронзовий призер 1967 (командний конкур), 1967 (командний конкур) років.
Чемпіон світу з конкуру 1970 року в командному конкурі.